# Selenicereus pteranthus
Selenicereus pteranthus (Link i Otto) Britton i Rose, és una espècie fanerògama que pertany a la família de les Cactaceae.
És endèmica de Mèxic. És una espècie rara en la vida silvestre. És una planta perenne carnosa expansiva amb les tiges armats d'espines, de color verd i amb les flors de color blanc.

## Sinonímia
- Cereus pteranthus
- Cereus nycticalus
- Selenicereus nycticalus